# SummerSlam (2000)
SummerSlam 2000 est le treizième SummerSlam, pay-per-view de catch produit par la World Wrestling Entertainment. Il s'est déroulé le 27 août 2000 au RBC Center de Raleigh en Caroline du Nord.
En France, cet évènement a fait l'objet d'une diffusion sur Canal+.

## Résultats
| #                                                          | Résultats | Stipulations                                                                           | Commentaires                                                                           | Durée |
| ---------------------------------------------------------- | --- | -------------------------------------------------------------------------------------- | -------------------------------------------------------------------------------------- | ----- |
| 1                                                          | Right to Censor (Steven Richards, Bull Buchanan et The Goodfather) battent Too Cool (Scotty 2 Hotty, Grand Master Sexay et Rikishi) (avec Victoria et Mandy) | 6-Man Tag Team Match                                                                   |                                                                                        | 05:14 |
| 2                                                          | X-Pac bat Road Dogg | Match simple                                                                           |                                                                                        | 04:41 |
| 3                                                          | Chyna et Eddie Guerrero battent Val Venis et Trish Stratus (c)                                                                                               | Mixed tag team match pour le WWF Intercontinental Championship                         | - Chyna réalise le compte de trois sur Trish après un Gorilla Press Slam.              | 07:08 |
| 4                                                          | Jerry Lawler bat Tazz | Match simple                                                                           |                                                                                        | 04:23 |
| 5                                                          | Steve Blackman bat Shane McMahon (c) | Match simple pour le WWF Hardcore Championship                                         |                                                                                        | 10:07 |
| 6                                                          | Chris Benoit bat Chris Jericho | Two Out of Three Falls match                                                           |                                                                                        | 13:20 |
| 7                                                          | Edge et Christian (c) battent The Hardy Boyz (Matt et Jeff) (avec Lita) et The Dudley Boyz (Bubba Ray et D-Von)                                              | Le tout premier Tables, Ladders & Chairs (TLC) match pour le WWF Tag Team Championship |                                                                                        | 14:51 |
| 8                                                          | The Kat (avec Al Snow) bat Terri (avec Perry Saturn) | "Stinkface match"                                                                      |                                                                                        | 03:04 |
| 9                                                          | The Undertaker bat Kane par décompte exterieur. | Match simple                                                                           | - Kane s'enfuit en se cachant le visage après que l'Undertaker ait arraché son masque. | 06:25 |
| 10                                                         | The Rock (c) bat Kurt Angle et Triple H | Triple Threat match pour le WWF Championship                                           |                                                                                        | 17:53 |
| (c) désigne le champion défendant son titre dans le match. | |                                                                                        |                                                                                        |       |